# Dangyang
Dangyang (en chino, 当阳; pinyin, Dāng·Yáng) es un municipio bajo la administración directa de la Prefectura Yichang. Se ubica al este de la provincia de Hubei, sur de la República Popular China. Su área es de 2149 km² y su población total para 2010 superó los 560 mil habitantes. 

## Administración
El municipio de Dangyang se divide en 10 pueblos que se administran en 3 subdistritos y 7 poblados.

## Toponimia
El topónimo Dangyang se compone de los sinogramas Dang (al frente) y Yang (sol) y significa "frente al sol", símbolo de autoridad imperial (el emperador como "el que mira al sol") y la lealtad absoluta.
Su nombre proviene de una frase de las Crónicas de Zuo: El Hijo del Cielo (el emperador) se coloca frente al sol ( 'dangyang'), y los señores feudales obedecen sus órdenes.